# Антагоніст (фармакологія)

Дія зростаючих концентрацій антагоніста на ефект рецептора (відсоток ефекту відкладено на вертикальній осі) за наявності в середовищі сталої концентрації агоніста

Антагоністом рецептора в біохімії та фармакології називається речовина, яка не викликає біологічної відповіді при зв'язуванні з рецептором, але, при цьому, блокує або пригнічує відповідь, викликану агоністами даного рецептора.

## Загальні визначення
В фармакологічних моделях антагоністам притаманна афінність, але не притаманна ефективність відносно відповідних рецепторів; їхнє зв'язування пригнічує ефекти агоністів та зворотних агоністів на рецепторі. Антагоністи можуть зв'язуватись як з тим самим місцем зв'язування (сайтом) на рецепторі, що і агоніст (конкурентні антагоністи), так і з іншими рецепторними сайтами (неконкурентні та безконкурентні антагоністи). Залежно від сили зв'язування антагоніста з рецептором (тобто, фактично значення константи дисоціації комплекса рецептор-антагоніст) ефект антагоніста може бути зворотним або незворотним: останній випадок спостерігається, коли дисоціація антагоніста з рецептора є практично неможливою. Більшість антагоністів — лікарських засобів є конкурентними за природою своєї дії; окрім того, в фармакології пошук та вдосконалення лікарських засобів у випадку антагоністів ведеться переважно серед речовин-антагоністів з конкурентним типом дії: це обумовлено простішими математичними моделями, необхідними для передбачення характеристик їхніх ефектів. В нейрофармакології та нейрофізіології з огляду на те, що високоафінні антагоністи нейрорецепторів здатні порушувати зв'язки між нервовими клітинами, їхнє хронічне вживання вважається небезпечним.
Біохімічне визначення поняття «антагоніст» було запропоновано хіміками Арієнсом та Стівенсом в 1950-ті роки; сучасне визначення антагоніста базується на окупаційній моделі рецепторної дії. Воно визначає як антагоністів лише ті сполуки, що мають протилежні ефекти при дії на деякий рецептор. Також це визначення використовується для «фізіологічних антагоністів»: речовин, які мають протилежні фізіологічні ефекти, але реалізують їх завдяки дії на різні рецептори. Прикладом фізіологічного антагонізму можуть бути гістамін, котрий знижує артеріальний тиск завдяки розширенню кровоносних судин шляхом дії на гістаміновий рецептор Н1, та адреналін, який підвищує артеріальний тиск завдяки активації β-адренергічного рецептора.
Розуміння механізмів рецепторної активації та деактивації, як і теорія рецепторів загалом, змінюються з часом разом з біохімічним визначенням поняття рецепторного антагоністу. Так, модель рецептора з двома станами (активним та неактивним) була пізніше замінена на модель з багатьма станами.
Окрім того, відкриття функціональної селективності лігандів та наявності ліганд-специфічних конформацій рецептора, що здатні впливати на взаємодію рецептора з наступними ланками біохімічного каскаду, який він активує, надає можливість синтезу речовин, здатних блокувати (або активувати) деякі з функцій конкретного рецептора, не впливаючі на інші. Це, в свою чергу, означає, що ефективність антагоніста залежить ві місця (клітинної або тканевої структури), де знаходиться рецептор, що суперечить досить усталеній тезі про ефективність, як сталу та незалежну властивість біологічно-активної речовини.

## Фармакодинаміка

### Ефективність та сила
За визначенням, антагоністи ефективності не виявляють. Після зв'язування з рецептором антагоніст пригнічує ефекти агоністів, зворотних агоністів, та інших антагоністів. При фармакологічному аналізі ефектів антагоністів використовується крива доза-ефект, яка ілюструє здатність різних концентрацій (або доз) антагоністів пригнічувати ефект агоніста. Ефективність антагоніста звичайно визначається за величиною його ІС50. Тобто, чим менша величина ІС50, тим менша концентрація антагоніста потрібна для досягнення бажаного ефекту; тому в фармакології пошук нових лікарських засобів часто ведеться в напрямку речовин з низькими ІС50: це дозволяє запобігати розвиненню побічних ефектів при їхньому застосуванні.

### Афінність
Афінність антагоніста до його сайту зв'язування (Ki), тобто його здатність зв'язуватись з рецептором, визначає час та силу пригнічення антагоністом дії агоніста. Афінність антагоніста в досліді може бути визначена задопомогою регресії Шилда (ізодинамічної кривої), або, для конкурентних антагоністів, в досліді із застосуванням радіоактивно-міченої речовини з використанням рівняння Ченга-Прусова. Ізодинамічна крива може використовуватись для визначення природи дії антагоніста, та його афінності незалежно від афінності, концентрації та ефективності використаного агоніста; але для цього потрібне досягнення рівноважного ефекта, що не завжди можливе.

## Типи антагоністів

### Конкурентні
Конкурентний антагоніст — речовина, здатна зв'язуватись з рецептором на тому ж сайті зв'язування, що і агоніст або ендогенний ліганд, при цьому не активуючи рецептор, але блокуючи зв'язування агоніста. У випадку дії конкурентного антагоніста рівень активації рецепторів визначається співвідношенням афінностей антагоніста та агоніста, помножених на їхні концентрації: наявність в середовищі антагоніста з високою афінністю потребує більш високої, ніж у антагоніста, концентрації агоніста з нижчою афінністю для досягнення аналогічного ефекту. Конкурентний тип дії антагоніста виявляється при зсуванні кривої доза-ефект праворуч (тобто збільшенні значення ЕС50) агоніста без зміни його максимального можливого ефекту.
Прикладом конкурентного антагоніста є бікукулін відносно ГАМКA-рецептора.
Конкурентні антагоністи часто (хоча і не завжди) за структурою молекули дуже близькі до агоністів.

### Неконкурентні
Неконкурентні антагоністи зв'язується не з тим сайтом на рецепторі, з яким зв'язується агоніст. На відміну від конкурентних антагоністів, неконкурентні змінюють і ЕС50 агоніста, і його максимальний можливий ефект; тобто, дія неконкурентного антагоніста не буже бути знівельована при будь-якій концентрації агоніста, позаяк агоніст не витісняє антагоніст з рецептора. При цьому зсув кривої доза-ефект праворуч при дії неконкурентного антагоніста спостерігається лише за наявності резерву неактивованих рецепторів, а пригнічення максимального ефекту агоніста розпочинається при вичерпанні цього резерву.
Прикладом неконкурентного антагонізму є дія циклотіазиду на метаботропні глутаматні рецептори типу 1 (mGluR1).

### Безконкурентні
Безконкурентні антагоністи відрізняються від неконкурентних тим, що потребують активації рецептора агоністом для того, щоб з ним зв'язатись. Ознакою безконкурентного механізму дії антагоністу є те, що та сама концентрація антагоніста блокує дію більш високих концентрацій агоніста краще, ніж нижчих.
Прикладом безконкурентного антагонізму є дія метаміну на NMDA-рецептор, або пікротоксину на ГАМКA-рецептор.

### Часткові агоністи
Частковий агоніст — речовина, що здатна активувати рецептор, але з меншим максимально можливим ефектом, аніж природний агоніст рецептора. Хоча вони і є агоністами, їхній фармакологічний профіль, фактично, відповідає такому конкурентних антагоністів в присутності повного агоніста. В фармакології вони використовуються для активації деякого потрібного процесу, але із запобіганням занадто активному його перебігу. Застосування часткових агоністів в клінічній практиці здатне запобігати розвитку адаптивних регуляторних механізмів («звикання») при його хронічному використанні.
Прикладом часткового агонізму є дія клінічного анальгетику бупренорфіну на μ-опіоїдний рецептор, при якій практично не розвивається звикання і, як наслідок, наркотична залежність.

### Зворотні агоністи
Зворотний агоніст може демонструвати ефект, аналогічний такому в антагоніста, але при цьому активує інші біохімічні механізми для його досягнення. Рецептори, які з деякою імовірністю здатні перебувати в активованому стані, забезпечуючи деякий рівень «фонової» активності, звичайно мають речовини — зворотні агоністи, які не тільки блокують ефекти агоніста, але й придушують фонову активність рецептора, викликаючи «зворотний» ефект. Значна кількість речовин, котрі попередньо відносили до фармакологічного класу антагоністів, згодом були перекласифіковані в зворотні агоністи після відкриття наявності фонової активності у відповідних рецепторів.
Прикладом зворотніх агоністів є антигістамінні препарати.

## Зворотність дії
Багато антагоністів зв'язуються з рецепторами зворотно, тобто рецепторно-лігандний комплекс в їхньому випадку може дисоціювати з імовірністю, що визначається параметрами фармакокінетики антагоніста.
В той же час, речовини, що утворюють ковалентний зв'язок з рецепторною молекулою, при наявності антагоністичного ефекту називаються «незворотніми антагоністами»: вивільнення рецептора та відновлення його ефектів в даному випадку можливе тільки шляхом деструкції молекули зв'язаного з антагоністом рецептора метаболічним шляхом, та синтезу нової.
Прикладом незворотного антагонізму є дія феноксібензаміну на адренергічні рецептори, при якій стає неможливою дія адреналіну та норадреналіну.
Дія незворотного антагоністу при побудові кривої доза-ефект виявляється в зменшенні максимального можливого ефекту агоніста, та зсуві кривої праворуч при наявності рецепторного резерву. Для розрізнення дії незворотного на зворотного неконкурентного антагоністу використовується відмивання антагоністу з середовища: у випадку зворотного антагоніста активність рецептора в цьому випадку відновлюється.